# 오스트리아 외교부
오스트리아 외교부 또는 유럽 및 국제 관계 연방부는 오스트리아의 정부 부처로 외무부 역할을 한다. 현재 외교부 장관은 알렉산더 샬렌베르크가 맡고 있다.

## 역할
2007년 3월 1일, 연방외무부가 연방유럽 및 국제부로 이름이 바뀌었고, 2014년 3월 1일에는 연방유럽, 통합 및 외무부로 개명하였다. 이 부서는 오스트리아의 외교 정책과 관계에 관한 다양한 사안을 담당하는데, 여기에는 국제 공법, 조약, 주재국 및 국제 기구에서의 오스트리아의 국제적 대표권에 관한 사항이 포함된다. 이 조약은 해외에 거주하거나 체류하는 오스트리아 시민에게 지원을 제공하고 외국에 원조를 제공한다.
이 부처는 또한 경제 통합, 유럽 연합법, 중부 유럽 및 동부 유럽과 자국 간의 관계, 독립 국가 연합(CIS) 및 개발 원조에도 관여한다. 이 기관은 수도 비엔나에 본부를 둔 국제원자력기구, 유엔 난민 고등판무관 사무소, 국제적 적십자사의 업무도 맡는다.

## 역사
외교관계에 관한 비엔나 협약(1961년)과 영사관계에 관한 비엔나 협약(1963년)으로 이어진 유엔 회의가 모두 비엔나에서 개최되었다.